# رافائل آکوستا (بازیکن فوتبال اهل اروگوئه)
رافائل آکوستا (انگلیسی: Rafael Acosta؛ زادهٔ ۲ اکتبر ۱۹۹۰) بازیکن فوتبال اهل اروگوئه است.

## باشگاهی
از باشگاه‌هایی که در آن بازی کرده‌است می‌توان به بوهمیانس ۱۹۰۵ اشاره کرد.